# كولن د. جيبسون
كولن د. جيبسون هو سياسي كندي، ولد في 2 نوفمبر 1922، وتوفي في 3 يوليو 2002. حزبياً، نشط في الحزب الليبرالي الكندي. وقد انتخب عضو مجلس العموم الكندي.